# 布魯亞-丹佛線
2號布魯亞－丹佛线是多倫多地鐵的路线之一，全长26.2公里，大致呈東西走向並與布魯亞街和丹佛大道平行。本綫由多倫多公車局營運，於1966年落成，其後分別於1968年和1980年在兩端延伸。現時本綫西起怡陶碧谷區的基柏龄站，东至士嘉堡區的堅尼地站，一共31個车站，在地鐵綫路圖中以綠色表示。
此線的TTC内部編號為2號線，舊有編號則為601號線，但TTC多年來一直沒有對外宣傳這些編號。TTC終在2013年10月宣布對外公布地鐵和輕鐵路線編號，此線遂於2014年3月正式改稱「2號布魯亞－丹佛線」。然而，多倫多市民仍普遍將此線按路段簡稱作「布魯亞線」（Bloor Line）或「丹佛線」（Danforth Line）。
此外，TTC亦有營運300號深宵巴士綫，在布魯亞－丹佛線深宵休車期間行駛與該綫相若的路綫。

## 歷史
皇后街長期以來一直是多倫多市内最主要的東西向街道之一，因此多倫多市於1945年提出的地鐵計劃内，其東西向地鐵綫亦跟隨皇后街的走綫。此計劃連同央街地鐵綫於1946年舉行的市民公投中獲通過，然而由於來自聯邦政府的撥款出現變數，市政府決定專注發展央街綫而擱置皇后街綫的工程。
央街綫於1954年通車後，市政府將焦點轉往東西綫，但同時亦開始考慮除皇后街外其它走綫的可行性。受下列因素影響，當局開始著眼布魯亚街－丹佛大道的走綫：
- 布魯亞街路面電車綫的乘客量升幅顯著；
- 皇后街在東區被安大略湖湖岸綫截斷，地鐵綫若跟隨此走綫的話，日後若需往東伸延將有難度；
- 丹佛大道為地鐵綫通往士嘉堡提供便捷的走綫；
- 跨越當河谷連接布魯亞街和丹佛大道的愛德華皇子高架橋在行車綫下已預留位置興建鐵路，可為TTC節省不少建造成本。

市政府遂決定採用布魯亞－丹佛走綫，項目於1958年1月和9月分別獲大多倫多市議會和安大略省地區事務委員會通過，再於1959年4月獲大多市議會通過融資安排。項目與大學路地鐵綫一併進行，造價當時估計為2億加元。大學路地鐵綫率先於1959年動工，而省政府於1960年代初向TTC提供6000萬元撥款後，布魯亞－丹佛線介乎基爾站和活湃站的工程亦上馬，並於1966年通車。在此之後，原本行駛布魯亞街和丹佛大道的電車綫長度大幅縮減成短途穿梭綫。

央街－大學線和布魯亞－丹佛線當年的共構安排。

本綫通車初期與央街－大學線共構運行；舉例說，一班列車從艾靈頓站起途徑央街和大學路抵達博物館站，駛離該站後則沿布魯亞街和丹佛路向東駛往活拜站，再向西駛往基爾站，然後再沿大學路和央街駛回艾靈頓站，而下一班列車駛離艾靈頓站後則先前往基爾站，然後再駛往活拜站。此安排雖令乘客不用轉車便可直達目的地，但乘客在上車前則雖先確定該班列車會否先駛往其目的地。TTC後來認為此舉為乘客節省的時間實屬微不足道，因此共構運行於六個月後被取消，路綫從此一分為二。
在布魯亞－丹佛線首期工程進行的同時，省政府已於1965年向大多市提供撥款將本綫分別往東西延至華登站和伊斯靈頓站。延綫於1968年5月11日開通，標誌著地鐵服務邁進士嘉堡和怡陶碧谷，而布魯亞街和丹佛路的電車服務亦正式停駛。本綫其後再於1980年分別往東西伸延一站至堅尼地站和基柏齡站，此為本綫的最後一次延綫工程。

## 车站

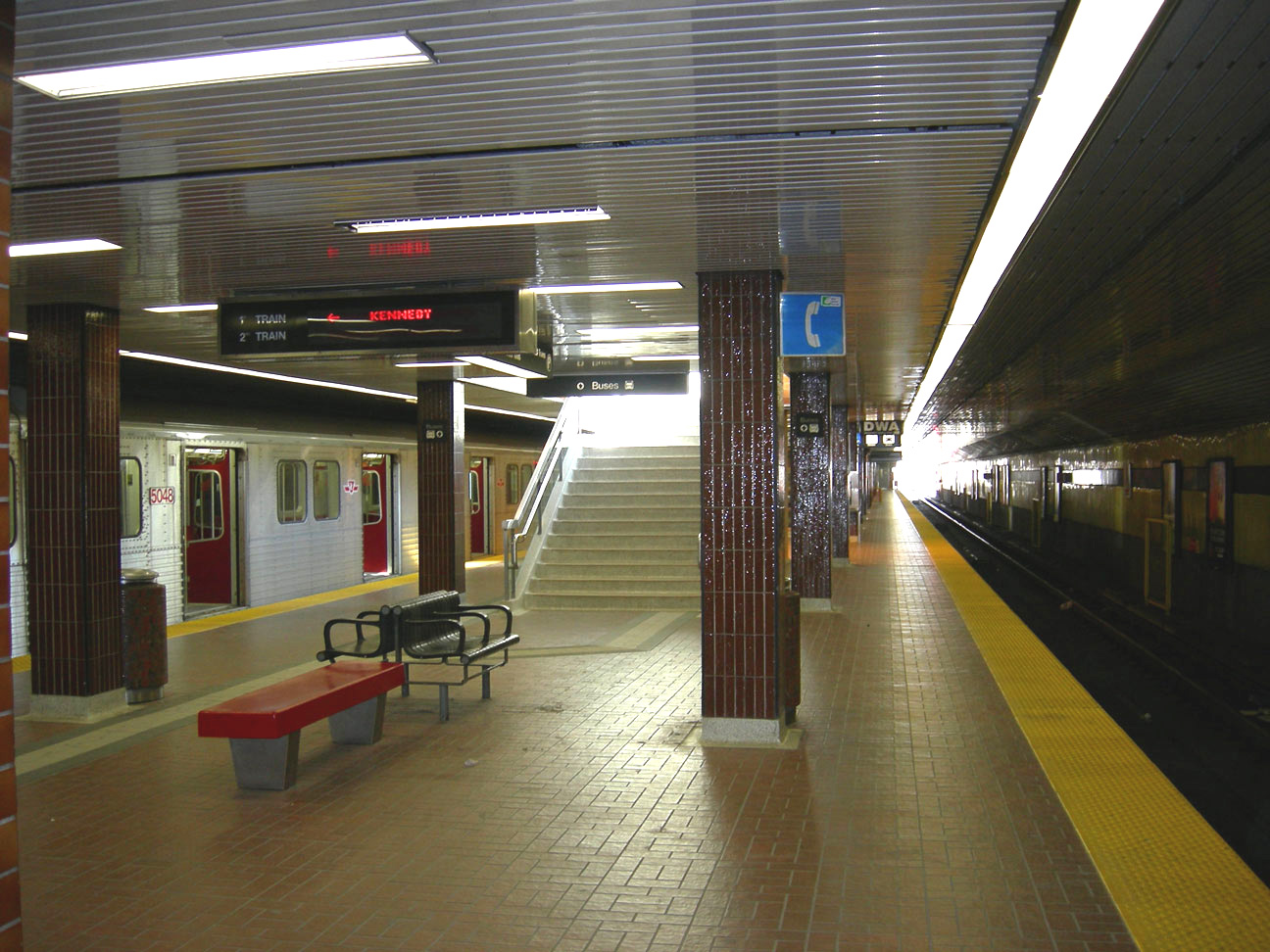
基柏齡站

布魯亞－丹佛線的車站由西至東如下：
| 中文站名       | 英文站名 | 連接路線                       | 啟用日期       |
| -------------- | -------- | ------------------------------ | -------------- |
| 布魯亞－丹佛線 |          |                                |                |
| 基伯齡         |          | GO鐵路基柏龄站                 | 1980年11月21日 |
| 伊斯靈頓       |          |                                | 1968年5月10日  |
| 皇家約克       |          |                                | 1968年5月10日  |
| 老磨坊         |          |                                | 1968年5月10日  |
| 珍街           |          |                                | 1968年5月10日  |
| 蘭尼米德       |          |                                | 1968年5月10日  |
| 海柏公園       |          |                                | 1968年5月10日  |
| 基爾           |          |                                | 1966年2月26日  |
| 登打士西       |          |                                | 1966年2月26日  |
| 蘭士登         |          |                                | 1966年2月26日  |
| 德化林         |          |                                | 1966年2月26日  |
| 奧星頓         |          |                                | 1966年2月26日  |
| 基士堤         |          |                                | 1966年2月26日  |
| 巴佛士         |          | ■ 路面電車511號線              | 1966年2月26日  |
| 士巴丹拿       |          | 央街－大學線 ■ 路面電車510號線 | 1966年2月26日  |
| 聖佐治         |          | 央街－大學線                   | 1966年2月26日  |
| 卑街           |          |                                | 1966年2月26日  |
| 布魯亞－央街   |          | 央街－大學線                   | 1966年2月26日  |
| 雪邦           |          |                                | 1966年2月26日  |
| 法蘭堡         |          |                                | 1966年2月26日  |
| 百樂匯         |          | ■ 路面電車504號線及505號線     | 1966年2月26日  |
| 志士達         |          |                                | 1966年2月26日  |
| 坡路           |          |                                | 1966年2月26日  |
| 當蘭士         |          |                                | 1966年2月26日  |
| 堅活           |          |                                | 1966年2月26日  |
| 覺士維         |          |                                | 1966年2月26日  |
| 活湃           |          |                                | 1966年2月26日  |
| 緬因街         |          | ■ 路面電車506號線              | 1968年5月10日  |
| 維多利亞公園   |          |                                | 1968年5月10日  |
| 華登           |          |                                | 1968年5月10日  |
| 堅尼地         |          | GO鐵路GO坚尼地站               | 1980年11月21日 |

## 未來發展

### 士嘉堡延線項目
士嘉堡輕鐵現有ICTS Mark I系列車的車齡日增，但廠商龐巴迪運輸已停產該款列車，逼使TTC和多倫多市政府考慮解決方案。多倫多市議會於2014年通過將布魯亞－丹佛線從堅尼地站伸延至士嘉堡中心，並於此後關閉士嘉堡輕鐵。市議會再於2017年3月通過延線採用麥高雲道（McCowan Road）走線，並不於堅尼地站和士嘉堡中心站之間另設車站以減低項目造價。但之後項目再被修改，在堅尼地站及士嘉堡中心站之間的麥高雲路和羅倫斯路十字路口增設車站，而且終點站從士嘉堡中心站延長至麥高雲路和雪柏大道的十字路口。。延線全長7.8（4.8英里），造價55億加元，暫定於2030年開通。

## 外部連結
- （英文）多倫多公車局網站 2號布魯亞－丹佛線頁面 （页面存档备份，存于）
- （英文）士嘉堡地鐵延線項目網站